# Atlas (cràter)
Atlas és un important cràter d'impacte de la Lluna situat al sud-est del Mare Frigoris. Més a l'oest hi ha el petit i prominent cràter Hèrcules. Al nord-est d'Atlas hi ha el gran cràter Endymion.

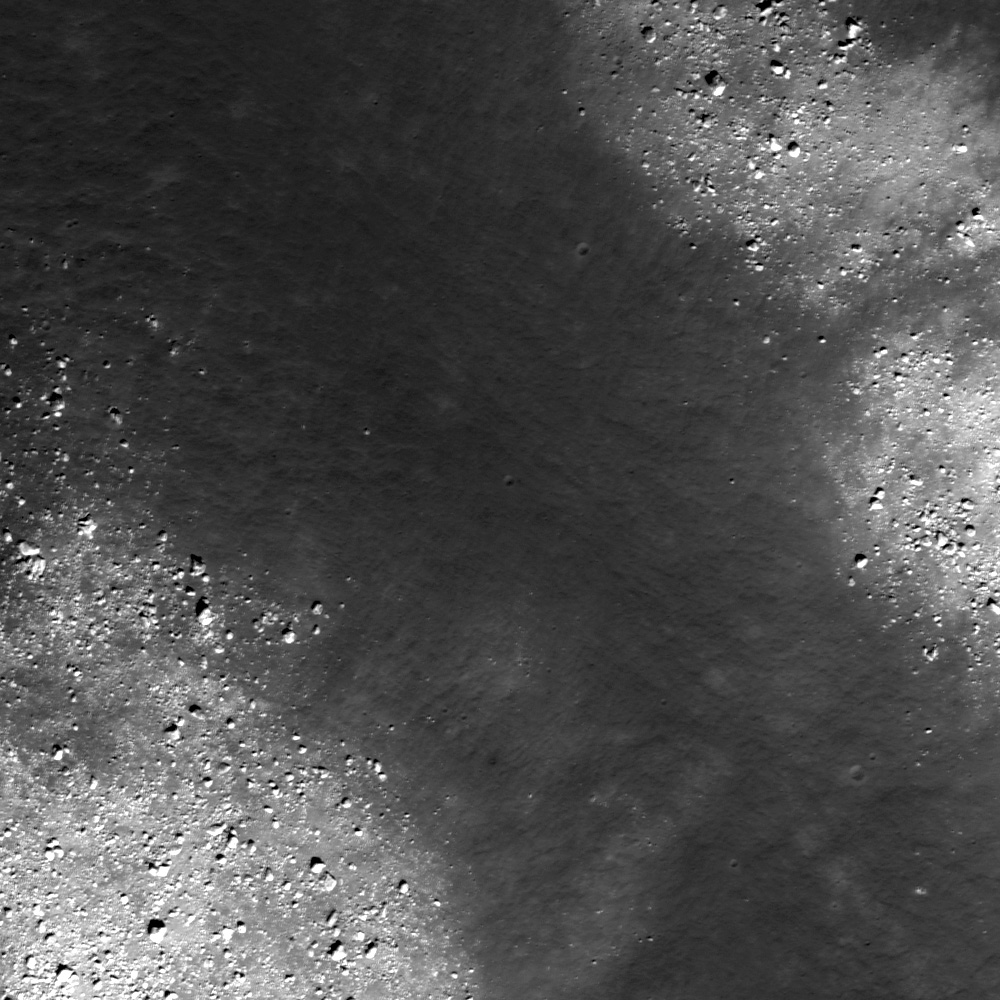
L'interior d'una fractura del cràter Atlas. Imatge M157303976L, angle d'incidència de 47°, escala de la imatge 0,5m/píxels. NASA/GSFC/Arizona State University

La paret interna del cràter Atlas està constituïda per terrasses fins a la vora, que es va enfonsar i deixà un llavi força esmolat. Es tracta d'un cràter de sòl fracturat, amb un interior aspre i muntanyenc que té una albedo més alta que l'entorn. Les fractures del sòl solen crear-se a conseqüència de les alteracions volcàniques.
Hi ha dues taques fosques a les parets interiors, una al costat de l'extrem nord i una altra al costat sud-est.
Un sistema de fissures primes denominades Rimae Atles creua el fons del cràter i s'originà pel vulcanisme. Al llarg dels vessants interiors del nord i nord-est hi ha un bon nombre de cràters d'halo, molt probablement també creats per les erupcions. La zona central la forma un conjunt de pujols de poca alçada disposats de forma circular.

## Cràters satèl·lits
Per convenció, aquestes característiques són identificades en els mapes lunars posant la lletra al costat del punt mitjà del cràter més proper a Atlas.
| Atlas | Latitud | Longitud | Diàmetre |
| ----- | ------- | -------- | -------- |
| A     | 45.3°   | 49.6°    | 22 km    |
| B     | 50.4°   | 49.6°    | 25 km    |
| C     | 48.6°   | 42.5°    | 58 km    |
| D     | 50.7°   | 46.5°    | 23 km    |
| E     | 51.3°   | 48.6°    | 6 km     |
| F     | 49.6°   | 52.7°    | 27 km    |
| G     | 44.4°   | 44.2°    | 4 km     |
| H     | 45.1°   | 45.0°    | 5 km     |